# حسين دقيق
حسين دقيق (من مواليد 10 نوفمبر 1988) هو لاعب كرة قدم لبناني يلعب كلاعب خط وسط في نادي العهد في الدوري اللبناني الممتاز.

## مسيرته الكروية

### نادي كولن
خلال حملة لبنان في التصفيات المؤهلة لكأس العالم 2014، لفتت مهارات حسين في خط الوسط الانتباه إلى مدراء نادي كولن، لكن لم يتم التفاوض على عقد بين دقيق والنادي.

## الألقاب والانجازات

### النادي

#### نادي العهد
- الدوري اللبناني: 2009–10، 2010–11، 2014–15، 2016–17، 2017–18، 2018–19
- كأس الاتحاد اللبناني: 2017-18
- كأس السوبر اللبناني: 2011، 2015، 2017، 2018، 2019؛ الوصيف: 2023
- كأس النخبة اللبناني: 2010، 2011، 2013، 2015، 2022؛ الوصيف:2021

### الفردية

#### الجوائز
- فريق دوري كرة القدم اللبناني للموسم: 2009–10، 2010–11، 2011–12، 2015–16، 2018–19[3]

## روابط خارجية
- حسين دقيق على موقع قاعدة بيانات كرة القدم.إي يو (الإنجليزية)
- حسين دقيق على موقع ناشيونال فوتبول تيمز (الإنجليزية)
- حسين دقيق على موقع Soccerway.com (الإنجليزية)